# Euphydryas phaetontea
Euphydryas phaetontea är en fjärilsart som beskrevs av Jean Baptiste Godart 1819. Euphydryas phaetontea ingår i släktet Euphydryas och familjen praktfjärilar. Inga underarter finns listade i Catalogue of Life.